# Élections cantonales de 1979 dans la Seine-Saint-Denis
Les élections cantonales ont eu lieu les 18 et 25 mars 1979.

## Assemblée départementale sortante
Avant les élections, le conseil général de la Seine-Saint-Denis est présidé par Georges Valbon, membre du Parti communiste français.
Il comprend 39 conseillers généraux issus des 39 cantons de la Seine-Saint-Denis. 
20 cantons sont à renouveler en 1979.
| Parti                              | Sigle     | Élus |
| ---------------------------------- | --------- | ---- |
| Majorité (34 sièges)               |           |      |
| Parti communiste français          | PCF       | 28   |
| Parti socialiste                   | PS        | 6    |
| Opposition (5 sièges)              |           |      |
| Rassemblement pour la République   | RPR       | 3    |
| Union pour la démocratie française | UDF       | 1    |
| Modéré majorité                    | Mod. maj. | 1    |
| Président du conseil général       |           |      |
| Georges Valbon (PCF)               |           |      |

## Résultats par canton

### Canton d'Aulnay-sous-Bois-Nord
| Candidat | Candidat        | Étiquette | Premier tour | Premier tour | Second tour | Second tour |
| Candidat | Candidat        | Étiquette | Voix         | %            | Voix        | %           |
| -------- | --------------- | --------- | ------------ | ------------ | ----------- | ----------- |
|          | Janine Dalleret | PCF       | 4 971        | 45,90        | 6 609       | 62,60       |
|          | Jeanine Guye    | UDF-PR    | 3 629        | 28,32        | 3 948       | 37,39       |
|          | Yvonne Louis    | PS        | 2 211        | 20,41        | Retrait     | Retrait     |
|          | Thérèse Dion    | PSU       | 579          | 5,34         |             |             |